# Copa
Copa là một chi nhện trong họ Corinnidae.

## Các loài
Chi này gồm các loài:
- Copa agelenina Simon, 1910
- Copa annulata Simon, 1896
- Copa auroplumosa Strand, 1907
- Copa benina Strand, 1916
  - Copa benina nigra Lessert, 1933
- Copa flavoplumosa Simon, 1886
- Copa lacustris Strand, 1916
- Copa lineata Simon, 1903
- Copa longespina Simon, 1910
- Copa spinosa Simon, 1896